# Скульптура Древней Армении
Скульптура Древней Армении — самобытная и разработанная область искусства Древней Армении.
На территории Республики Армения обнаружено и раскопано большое количество памятников эпохи бронзы и железа, охватывающих хронологической период с 3-го по 1-е тысячелетие до н. э., к числу которых относятся памятники раннебронзового периода в Шенгавите, Джраовите, Айгеване, Ариче, Мохраблуре и других местах, давшие, кроме богатой коллекции предметов материальной культуры, большое количество произведений скульптуры Древней Армении. При раскопках было найдено множество глиняных, а также небольшое количество каменных, антропоморфных и зооморфных статуэток.

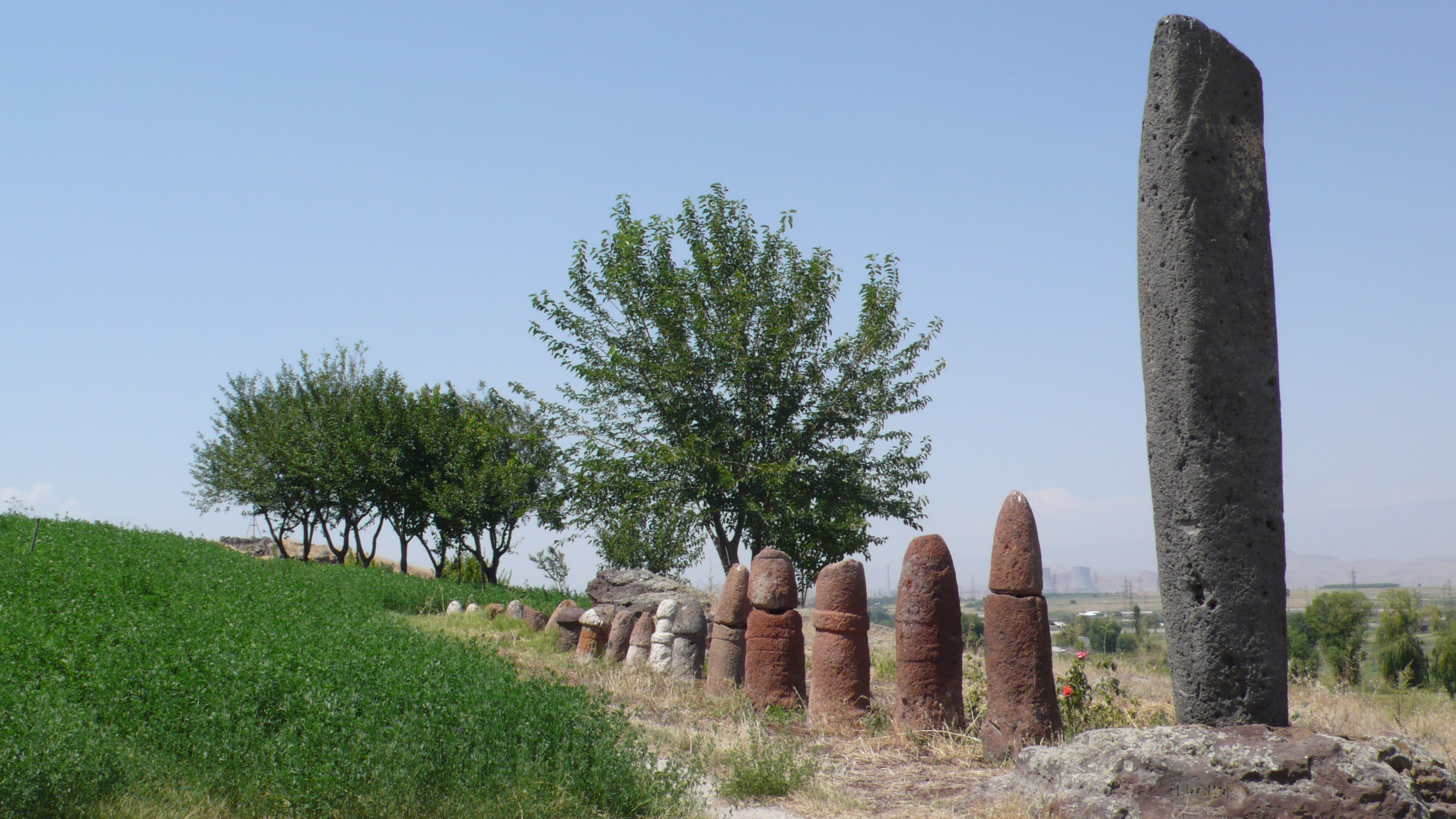
Фаллические скульптуры из Мецамора

В настоящее время известно свыше нескольких сот целых и фрагментированных статуэток из глины и два каменных идола, происходящих из археологических памятников Армении периода 3-го—1-го тысячелетий до н. э. Довольно большую группу скульптурных изделий Древней Армении составляются различные очаги и очажные подставки, украшенные антропоморфными, зооморфными и фаллическими выступами. Эти восходящие к глубокой древности глиняные фигурки могут быть связаны с аналогичными изделиями Малой Азии (Чатал-Хююк и Хаджиляр), Месопотамии, Ирана и Средней Азии, где было найдено значительное количество подобных фигурок.
Разнообразные предметы мелкой глиняной пластики энеолитического времени, обнаруженные в Армении являются свидетельством своеобразия в развитии древнейшего оседлоземледельческого населения Армении. Различные фигурки эпохи энеолита в Армении представлены находками в Шому тепе (провинция Утик Великой Армении), где были найдены женская костяная фигурка с подчеркнутой талией, крупной головой и широкими бёдрами и фрагмент глиняной статуэтки, представляющей собой среднюю часть человеческой фигуры, вокруг талии которой налеплен рельефный, украшенный резным орнаментом пояс с завязанными и опущенными вниз концами.
На территории Республики Армения энеолитическая антропоморфная скульптура неизвестна. Лишь в Техуте найдена небольшая глиняная фигурка медведь со сдвинутыми передними и задними лапами, чуть приподнятым крестцом, небольшой головой и заостренной мордой. Эта находка позволяет говорить о существовании искусства мелкой пластики и здесь, но из-за малочисленности раскопанных в Армении памятников эпохи энеолита судить о характере древней пластики на данный момент не представляется возможными.
Найденные в памятниках Армении антропоморфные фигурки 3-го тысячелетие до н. э. иконографически сближаются с аналогичными статуэтками, широко распространёнными на всём Древнем Востоке, но отличаются характерными Древней Армении чертами. Древневосточные, иранские и среднеазиатским статуэтки этого типа представлены женскими фигурками и разведёнными, опущенными и прижатыми к груди руками. Некоторые из них имеют пышные формы и отвислые груди, что в основном характерно для северомесопотамских фигурок. Для южномесопотамских памятников характерны изящные обнажённые статуэтки с небольшими грудями, тонкой талией и стройными ногами. Широкие плечи часто украшены налепами. Подобные статуэтки известные также в Иране, Аладжа-Хююке, Средняя Азия. Фигурки этих памятников отличаются чётко подчёркнутыми деталями головы и туловища, пышными причёсками. На груди у них часто изображены ожерелья, которые совершенно отсутствуют на статуэтках Армении раннебронзовой эпохи.
В Чатал-Хююке известна небольшая женская статуэтка с разведёнными руками, слабо отмеченными ногами и чуть заострённой головой, сближающаяся с рассмотренными фигурками из Армении, у которых отсутствуют пышные формы, высокие пышные причёски и так далее. Сильно стилизованная форма армянских статуэток подчёркивает лишь их назначение.
Кроме древностей раннего бронзового века на территории Республики Армения раскопано также значительное количество памятников эпохи средней бронзы — в Ариче, Абовяне, Айгеване, Джраовите, Кирги, Лчашене, Лорийской крепости и в других местах, давших небольшое количество предметов древнего ваяния, представленных главным образом фигурками водоплавающих птиц (Лчашен), небольшой статуэткой идола (Айгеван) и человеческой фигуркой (Кизилванк). По манере исполнения эти находки тяготеют к изделиям эпохи ранне бронзы и продолжают традиции предшествующего времени. С этого же времени в Армении появляются крупные статуи вишапов, найденные на Гегамских горах, Арагаце и в других местах.
Особое место в коллекциях мелкой пластики в Армении занимает весьма многочисленная разнообразная скульптура позднего бронзового века, изучение которой имеет большое значение для религиозных верований древних армян. Значительное количество статуй рассматриваемой эпохи составляют идолы, украшавшие древние святилища и надгробные памятники, а также бронзовые фигурки животных — быков, оленей, коз, львов, модели бронзовых колесниц и так далее. Глиняных объёмных статуэток найдено чрезвычайно мало, если не считать крупные алтарные изваяния Мецамора конца 2-го и начала 2-го тысячелетий до н. э., напоминающие культовые сооружения Чатал-Хююка, Нацар-гора, Баба-Дервиша и других мест.
Несмотря на различи, бронзовые статуэтки имеются много общих черт. Их объединяет прежде всего реалистичность изображений. Мастера-литейщики стремились подчеркнуть самое характерное в образе животного: мощь и силу льва и быка, лёгкость и грациозность оленя, стройную шею и заострённый клюв птицы, бородку у коз, выпученные глаза лягушки и так далее. Отдельные детали часто даются схематично, но силуэт животного всегда реалистичен. Эта особенность ярко проявляется в скульптуре лчашенских мастеров. Все эти фигурки полностью или частично отливались по восковым моделям, затем дорабатывались с помощью чекана, шлифовки, паяния, клепания и становились настоящими произведениями искусства, причём неповторимыми, так как восковые модели после отливки и извлечения из них изделий уничтожались.
Крупный качественный скачок в металлургии и металлообработке в эпоху поздней бронзы, наряду с развитием земледелия и скотоводства, и частые военные столкновения способствовали усилению внутриплеменной и межплеменной дифференциации. Это привело к концентрации богатства в руках племенной военной и культовой знати, по заказу которой изготовлялась скульптура и предметы вооружения и украшений. Более массовые изделия, в том числе статуэтки, в последующую эпоху железа стали производиться мастерами для рынка. Все образцы древней металлопластики так же, как и в Уре и в других культурных центрах Древнего Востока, украшали покои и молельни их владельцев, а после их смерти использовались как украшения для погребальных повозок.
Каменная и глиняная скульптура эпохи поздней бронзы изготовлялась исключительно на месте и повторяла древние традиции. Разнообразные металлические статуэтки в виде моделей колесниц, фигурок быков, оленей и так далее, которые во многом сближаются с изделиями переднеазиатских культурных центров, могли также отливаться на месте в восковых форма. О местном в Древней Армении литье по восковым моделям свидетельствует богатая коллекция скульптуры из Лчашена, изготовленная из шлака, а не бронзы, из которой была отлита значительная часть других предметов, найденных там же.
В памятниках Армении 1-й половины 1-го тысячелетий до н. э. обнаружено большое количество различных изваяний, которые во многом продолжают традиции эпохи поздней бронзы, но в то же время имеют и отличия. Для каменной скульптуры характерна ещё большая, чем в предшествующий период, реалистичность изображаемых образов. Развитие металлопластики в основном шло по пути большей стилизации и уменьшения размеров, что обуславливалось появлением массового производства, тогда как в эпоху поздней бронзы статуэтки отливались по заказам племенной знати. Глиняных изделий данного период известно чрезвычайно мало.